# Hannabad
Hannabad är ett mindre samhälle i Markaryds socken i Markaryds kommun i sydvästra Småland. År 1995 klassades Hannabad som småort av SCB. Från 2015 avgränsas här åter en småort.